# Palmicola solitarius
Palmicola solitarius är en insektsart som beskrevs av Edward L. Mockford 1955. Palmicola solitarius ingår i släktet Palmicola och familjen fransgaffelstövsländor. Inga underarter finns listade i Catalogue of Life.